# Phyllanthus profusus
Phyllanthus profusus är en emblikaväxtart som beskrevs av Nicholas Edward Brown. Phyllanthus profusus ingår i släktet Phyllanthus och familjen emblikaväxter. IUCN kategoriserar arten globalt som sårbar. Inga underarter finns listade i Catalogue of Life.